# Échassières
Échassières is een gemeente in het Franse departement Allier (regio Auvergne-Rhône-Alpes) en telt 381 inwoners (2004). De plaats maakt deel uit van het arrondissement Montluçon.

## Economie
In de plaats Beauvoir ligt een mijn waar het bedrijf Imerys kaolien ontgint. Vanaf 2028 wil het er ook lithiumhydroxide winnen. Met een geschatte jaarproductie van 34.000 ton zou dit het tweede grootste lithiumproject van Europa worden.

## Geografie
De oppervlakte van Échassières bedraagt 23,3 km², de bevolkingsdichtheid is 16,4 inwoners per km².
De onderstaande kaart toont de ligging van Échassières met de belangrijkste infrastructuur en aangrenzende gemeenten.

## Demografie
Onderstaande figuur toont het verloop van het inwonertal (bron: INSEE-tellingen).
Vanwege een beveiligingsprobleem met de MediaWiki Graph-software is het momenteel niet mogelijk deze grafiek weer te geven. Zodra de software is bijgewerkt zal de grafiek vanzelf weer zichtbaar worden.

## Voetnoten
1. ↑  Populations de référence 2022.
2. ↑  Ouverture d'une mine géante de lithium en France en 2028 : pourquoi le projet est présenté comme décisif ?, Midi Libre, 24 oktober 2022